# 소리 압축
소리 압축(Audio compression)은 소리를 표현하는 데 쓰이는 데이터의 양을 줄이는 것으로 어느 때나 원래의 질을 되도록 떨어트리지 않도록 하는 것이 주된 목적이다. 압축된 소리는 라디오 방송, 인터넷을 통해 소리를 전달하는 데에 요구되는 대역너비를 효과적으로 줄인다.
대부분의 압축은 손실 압축을 사용하여 용량을 줄인다.

## 같이 보기
- 영상 압축
- 데이터 압축
- 그림 압축
- 비디오
- 코덱